# Minnelli on Minnelli: Live at the Palace
Minnelli on Minnelli: Live at the Palace é o oitavo álbum ao vivo da cantora e atriz estadunidense Liza Minnelli. Trata-se do segundo e último lançamento da cantora sob o selo da gravadora Angel Records, após Gently, de 1996. Gravado ao longo de duas noites no Teatro Palace, na Broadway, este foi o primeiro show de Minnelli em Nova Iorque desde suas apresentações de 1992, no Radio City Music Hall.

## O show
O show foi dirigido por Fred Ebb, parceiro de longa data da cantora, coreografado por John DeLuca, com arranjos musicais de Marvin Hamlisch, arranjos vocais de Billy Stritch, arranjos de dança de David Krane e Peter Howard, design cenográfico de John Arnone, figurinos de Bob Mackie e iluminação de Howell Binkley. Também foi incluído um sexteto de cantores-dançarinos masculinos, a saber: Jeff Broadhurst, Stephen Campanella, Billy Hartung, Sebastian LaCause, Jim Newman e Alec Timerman.
A set list consistia em músicas apresentadas em filmes dirigidos por seu pai, Vincente Minnelli (1903-1986). A "The Trolley Song" foi apresentada como um dueto eletrônico com sua falecida mãe, Judy Garland, que havia introduzido a música no filme de 1944 Meet Me in St. Louis.
A série de apresentações de Minnelli on Minnelli ocorreram de 8 de dezembro de 1999 a 2 de janeiro de 2000. O Teatro Palace havia sido o local para os "comebacks" de Garland nos anos de 1951 e 1967.
Alguns veículos de imprensa apontaram que a voz de Minnelli estava desgastada, apontando que o desgaste resultava de anos de cuidado negligente e de mais anos de trabalho intenso em plena potência. No entanto, o problema de Minnelli ocorreu quando ela passou pela mesma operação nas cordas vocais que incapacitou Julie Andrews. Em entrevista Minnelli comentou: "Isso aconteceu quando ela fez Victor/Victoria, "E aconteceu comigo quando eu fiz Victor/Victoria. Eu não contei a ninguém, mas depois da minha operação, tive aulas de canto todos os dias durante dois anos inteiros. Por volta do meu aniversário em março, comecei a sentir que estava recuperando. E consegui. Sou tão sortuda, tão feliz! Eu acho que 'Victor/Victoria' é um show maravilhoso, mas nele você tem que falar como um homem e depois cantar como uma mulher. Foi difícil".

## Divulgação
Como forma de divulgação do álbum, a cantora se apresentou em programas de televisão e fez tardes de autógrafos. Uma turnê nacional por 17 cidades estava planejada para a primavera de 2000, mas foi cancelada após Minnelli desenvolver problemas no quadril e contrair pneumonia.

## Recepção crítica
| Críticas profissionais | Críticas profissionais |
| Avaliações da crítica  | Avaliações da crítica  |
| Fonte                  | Avaliação              |
| ---------------------- | ---------------------- |
| AllMusic               | [ 12 ]                 |
| Billboard              | Favorável              |

William Ruhlmann, do site AllMusic, avaliou com três estrelas de cinco e escreveu que a voz da cantora "está mais fraca" e que "ela luta para respirar e seu vibrato está oscilante". Segundo ele, o "conceito de construir um espetáculo em torno das músicas dos filmes de Vincente Minnelli é arbitrário, uma vez que os 34 filmes dele incluíram musicais excepcionais, mas muitos também apresentavam inserções de músicas antigas" Como base organizacional, o crítico afirma que isso implica simplesmente escolher um conjunto de canções típicas e exuberantes".
O crítico da revista Billboard considerou o álbum um "conjunto deslumbrante", elogiou as notas do encarte, feitos pelo crítico Rex Reed e considerou que a faixa "I Thank You", escrita por John Kander e Fred Ebb especificamente para o show era um "futuro clássico de Liza".

## Desempenho comercial
Comercialmente, falhou em aparecer na parada Billboard 200.

## Lista de faixas
- Créditos adaptados do CD Minnelli on Minnelli - Live at the Palace, de 1999.[15]

| N.º | Título                                   | Compositor(es)                                   | Duração |  |
| 1.  | "Overture"                               | Marvin Hamlisch                                  | 0:45    |  |
| 2.  | "If I Had You"                           | Irving King, Ted Shapiro                         | 3:14    |  |
| 3.  | "Taking a Chance on Love"                | Vernon Duke, Ted Fetter, John La Touche          | 2:43    |  |
| 4.  | "Love"                                   | Ralph Blane, Hugh Martin                         | 3:18    |  |
| 5.  | "Limehouse Blues"                        | Philip Braham, Douglas Furber                    | 5:27    |  |
| 6.  | "Meet Me in St. Louis, Louis"            | Kerry Mills, Andrew B. Sterling                  | 0:42    |  |
| 7.  | "Under the Bamboo Tree"                  | Bob Cole, Dink Johnson                           | 1:47    |  |
| 8.  | "The Boy Next Door"                      | Blane, Martin                                    | 1:23    |  |
| 9.  | "Skip to My Lou"                         | Traditional                                      | 1:13    |  |
| 10. | "Have Yourself a Merry Little Christmas" | Blane, Martin                                    | 1:40    |  |
| 11. | "That's Entertainment"                   | Howard Dietz, Arthur Schwartz                    | 1:58    |  |
| 12. | "I Guess I'll Have to Change My Plan"    | Dietz, Schwartz                                  | 2:08    |  |
| 13. | "Triplets"                               | Dietz, Schwartz                                  | 3:10    |  |
| 14. | "Dancing in the Dark"                    | Dietz, Schwartz                                  | 1:38    |  |
| 15. | "A Shine on Your Shoes"                  | Dietz, Schwartz                                  | 5:07    |  |
| 16. | "I Got Rhythm"                           | George Gershwin, Ira Gershwin                    | 4:20    |  |
| 17. | "Baubles, Bangles, & Beads"              | Alexander Borodin, Robert Wright, George Forrest | 3:56    |  |
| 18. | "The Night They Invented Champagne"      | Alan Jay Lerner, Frederick Loewe                 | 2:13    |  |
| 19. | "I'm Glad I'm Not Young Anymore"         | Lerner, Loewe                                    | 3:16    |  |
| 20. | "What Did I Have That I Don't Have?"     | Burton Lane, Lerner                              | 3:57    |  |
| 21. | "Thank Heaven for Little Girls"          | Lerner, Loewe                                    | 1:48    |  |
| 22. | "The Trolley Song"                       | Blane, Martin                                    | 2:43    |  |
| 23. | "My Heart Belongs to Daddy"              | Cole Porter                                      | 1:54    |  |
| 24. | "I Thank You"                            | Fred Ebb, John Kander                            | 4:37    |  |